# Roberto Puppo
Roberto Jesús Puppo (Rosario, 15 de enero de 1937-18 de enero de 2024) fue un jugador de fútbol argentino, que actuó principalmente como centrocampista ofensivo. Después de su carrera como futbolista trabajó como entrenador de fútbol.

## Carrera

### Como futbolista
Puppo comenzó su carrera en el fútbol en su club local, Morning Star, que encontró a la edad de 14 años, en los torneos infantiles de la década del 50, fue campeón con Ediberto Righi y José Yudica, entre otros. Su primer contrato profesional que Puppo recibió en 1954 en uno de los clubes más importantes de la ciudad de Rosario, Newell's Old Boys, donde estuvo de 1954 a 1958 bajo contrato. Posteriormente trabajó en el Club Atlético Huracán y Unión de Santa Fe.Puppo llegó en 1962 al club Argentinos Juniors, donde se mantuvo hasta 1969 bajo contrato. En el club de la Paternal jugó un total de 205 partidos.
Luego Puppo jugó dos años más para Quilmes, dónde en 1970 integró el plantel que sufrió el descenso a 1.ª División B, categoría en la que jugó en 1971. En 1972 integró el equipo de Defensores de Belgrano, que ascendió a 1.ª División B. Ese fue el único plantel campeón del que formó parte, y coincidió con su retiro como futbolista.

## Selección nacional
Integró el Seleccionado de Fútbol Mayor en los años 50, vistió en repetidas oportunidades la Celeste y Blanca. También formó parte de la selección juvenil, que compitió en el campeonato Mundial de la categoría en Alemania 54, Seleccionado Juvenil que ganó en el Estadio Maracaná en 1957.

### Como Técnico
Puppo en su etapa como entrenador y supervisor, dirigió en todas las divisiones a nivel clubes y cuenta en su carrera con un palmarés difícil de empardar, condujo a René Houseman, descubrió a Gabriel Batistuta y hasta fue técnico del Diego Maradona.

## Clubes
| Club                   | País      | Año         |
| ---------------------- | --------- | ----------- |
| Newell's Old Boys      | Argentina | 1954-1958   |
| Club Atlético Huracán  | Argentina | 1959        |
| Unión de Santa Fe      | Argentina | 1960        |
| Argentinos Juniors     | Argentina | 1962-1969   |
| Quilmes                | Argentina | 1970 - 1971 |
| Defensores de Belgrano | Argentina | 1972        |